# Папи, Клод
Клод Папи (фр. Claude Papi; 16 апреля 1949, Порто-Веккио — 28 января 1983, Бастия) — французский футболист.

## Клубная карьера
Во взрослом футболе дебютировал в 1968 году выступлениями за французский клуб «Бастия», цвета которой и защищал в течение всей своей карьеры, длившейся пятнадцать лет. Большинство времени, проведенного в составе «Бастии», был основным игроком команды.
В сезоне 1977/78 помог «Бастии» дойти до финала Кубка УЕФА 1977/78, где Папи полностью сыграл в двух финальных матчах турнира.
Умер 28 января 1983 на 34-м году жизни в городе Порто-Веккьо.

## Выступление за сборную
В 1973 году дебютировал за сборную Франции. На протяжении карьеры в национальной команде, которая длилась 6 лет, провел в форме главной команды страны 3 матча.
В составе сборной был участником чемпионата мира 1978 в Аргентине. Но Папи сыграл только в последнем матче групповой стадии против сборной Венгрии (на 46 минуте был заменен Мишелем Платини).

## Достижения
- Обладатель Суперкубка Франции: 1972
- Обладатель Кубка Франции: 1980/81
- Финалист Кубка УЕФА: 1977/78